# Куп Рајмунда Сапорте
Куп Рајмунда Сапорте (енгл. Raimundo Saporta Cup) или Сапорта куп (енгл. Saporta Cup), био је по значају друго европско клупско такмичење за кошаркашке клубове.
Основан је 1967. као Европски куп победника купова и одржавао се до 2002. када је престао да постоји због реорганизације европских кошаркашких такмичења. У периоду постојања такмичење је неколико пута мењало име:
- 1999—2001: ФИБА Сапорта куп (енгл. FIBA Saporta Cup)
- 1997—1998: ФИБА Еврокуп (енгл. FIBA EuroCup)
- 1992—1996: ФИБА Европски куп (енгл. FIBA European Cup)
- 1967—1991: ФИБА Европски куп победника купова (енгл. FIBA European Cup Winners' Cup)

У Купу победника купова су играли клубови-победници националних купова. Променом имена у Европски куп и Еврокуп уз победнике и финалисте купова учествовали су и водећи европски клубови који би испали из квалификација за Европску лигу или су били високо пласирани у националним првенствима. Од сезоне 1998/99. куп носи назив Куп Рајмунда Сапорта по Рајмунду Сапорти, славном шпанском кошаркашком раднику и водећој личности Фибе. Ово такмичење престаје 2002. због све веће опредељености клубова Улебу и због Фибине реорганизације европских такмичења. Наследник овог купа је данашњи УЛЕБ Еврокуп који је почео у сезони 2003/04.

## Финала
Следи преглед свих финалних утакмица у овом купу са годином, местом одржавања финалне утакмице и постигнутим резултатом. На такмичењу 1967, 1970. и 1971. игране су две финалне утакмице у местима финалиста. 
| Сезона               | Место финала         | Победник                 | Финалиста                   | Резултат                           |
| Куп победника купова | Куп победника купова | Куп победника купова     | Куп победника купова        | Куп победника купова               |
| -------------------- | -------------------- | ------------------------ | --------------------------- | ---------------------------------- |
| 1966/1967.           | Варезе / Тел Авив    | Игнис/Варезе             | Макаби / Тел Авив           | 77 : 67, 67 : 68                   |
| 1967/1968.           | Атина                | АЕК/Атина                | Славија/Праг                | 89 : 82                            |
| 1968/1969.           | Беч                  | Славија/Праг             | Динамо/Тбилиси              | 80 : 74                            |
| 1969/1970.           | Лион / Напуљ         | Партенопе Наполи         | Жан д’ Арк Виши             | 60 : 64, 87 : 65                   |
| 1970/1971.           | Лењинград / Милано   | Симентал/Милано          | Спартак/Лењинград           | 56 : 66, 71 : 52                   |
| 1971/1972.           | Солун                | Симентал/Милано          | Црвена звезда / Београд     | 74 : 70                            |
| 1972/1973.           | Солун                | Спартак/Лењинград        | Југопластика/Сплит          | 77 : 62                            |
| 1973/1974.           | Удине                | Црвена звезда / Београд  | Спартак/Брно                | 86 : 75                            |
| 1974/1975.           | Нант                 | Спартак/Лењинград        | Црвена звезда / Београд     | 63 : 62                            |
| 1975/1976.           | Торино               | Кинзано/Милано           | АСПО/Тур                    | 88 : 83                            |
| 1976/1977.           | Палма де Мајорка     | Форст Канту              | Раднички/Београд            | 87 : 86                            |
| 1977/1978.           | Милано               | Габети Канту             | Синудин Болоња              | 84 : 82                            |
| 1978/1979.           | Пореч                | Габети Канту             | Ден Бос                     | 83 : 73                            |
| 1979/1980.           | Милано               | Емерсон Варезе           | Габети Канту                | 82 : 82 / 90 : 88 (продужетак)     |
| 1980/1981.           | Рим                  | Сквиб Канту              | Барселона                   | 86 : 82                            |
| 1981/1982.           | Брисел               | Цибона/Загреб            | Реал Мадрид                 | 88 : 88 / 96 : 95 (продужетак)     |
| 1982/1983.           | Палма де Мајорка     | Скаволини/Пезаро         | АСВЕЛ/Лион                  | 111 : 99                           |
| 1983/1984.           | Остенде              | Реал Мадрид              | Симак Милано                | 82 : 81                            |
| 1984/1985.           | Гренобл              | Барселона                | Жалгирис/Каунас             | 77 : 73                            |
| 1985/1986.           | Казерта              | Барселона                | Скаволини/Пезаро            | 101 : 86                           |
| 1986/1987.           | Нови Сад             | Цибона/Загреб            | Скаволини/Пезаро            | 89 : 74                            |
| 1987/1988.           | Гренобл              | Лимож                    | Хувентуд Бадалона           | 86 : 86 / 96 : 89 (продужетак)     |
| 1988/1989.           | Атина                | Реал Мадрид              | Шнајдеро Казерта            | 102 : 102 / 119 : 113 (продужетак) |
| 1989/1990.           | Фиренца              | Кнор Болоња              | Реал Мадрид                 | 79 : 74                            |
| 1990/1991.           | Женева               | ПАОК Солун               | Сарагоса                    | 76 : 72                            |
| Европски куп         |                      |                          |                             |                                    |
| 1991/1992.           | Нант                 | Реал Мадрид              | ПАОК Солун                  | 65 : 63                            |
| 1992/1993.           | Торино               | Арис/Солун               | Ефес Пилсен / Истанбул      | 50 : 48                            |
| 1993/1994.           | Лозана               | Унион Олимпија / Љубљана | Таугрес Виторија / Виторија | 91 : 81                            |
| 1994/1995.           | Истанбул             | Бенетон/Тревизо          | Таугрес Виторија            | 94 : 86                            |
| 1995/1996.           | Виторија             | Тау/Виторија             | ПАОК/Солун                  | 88 : 81                            |
| Еврокуп              |                      |                          |                             |                                    |
| 1996/1997.           | Никозија             | Реал Мадрид              | Скалигера/Верона            | 78 : 64                            |
| 1997/1998.           | Београд              | Жалгирис/Каунас          | Олимпија/Милано             | 82 : 67                            |
| Сапорта куп          |                      |                          |                             |                                    |
| 1998/1999.           | Сарагоса             | Бенетон/Тревизо          | Памеса/Валенсија            | 64 : 60                            |
| 1999/2000.           | Лозана               | AEK/Атина                | Киндер Болоња               | 83 : 76                            |
| 2000/2001.           | Варшава              | Маруси/Атина             | Елан Шалон сир Саон         | 74 : 72                            |
| 2001/2002.           | Лион                 | Монтепаски/Сијена        | Памеса/Валенсија            | 81 : 71                            |

Једини клуб из Србије који је освојио ово такмичење је КК Црвена звезда 1974. године победивши у финалној утакмици у Удинеу у Италији кошаркашки клуб Спартак из Брна. Кошаркаше Црвене звезде је до титуле довео Александар Николић уз помоћ Немање Ђурића (бившег репрезентативца), а екипа је играла у саставу: Зоран Славнић, Драган Капичић, Драгиша Вучинић, Љубодраг Симоновић, Горан Ракочевић, Љупче Жугић, Радивоје Живковић, Драгоје Јовашевић, Иван Сарјановић, Зоран Лазаревић, Горан Латифић и Веско Пајовић.